# St. Clair West (métro de Toronto)
St. Clair West est une station de la ligne 1 Yonge-University du métro, de la ville de Toronto en Ontario au Canada.

## Situation sur le réseau
Établie en souterrain et en surface, la station St. Clair West de la ligne 1 Yonge-University, précède la station Eglinton West, en direction du terminus Vaughan Metropolitan Centre, et elle est précédée par la station Dupont, en direction du terminus Finch.

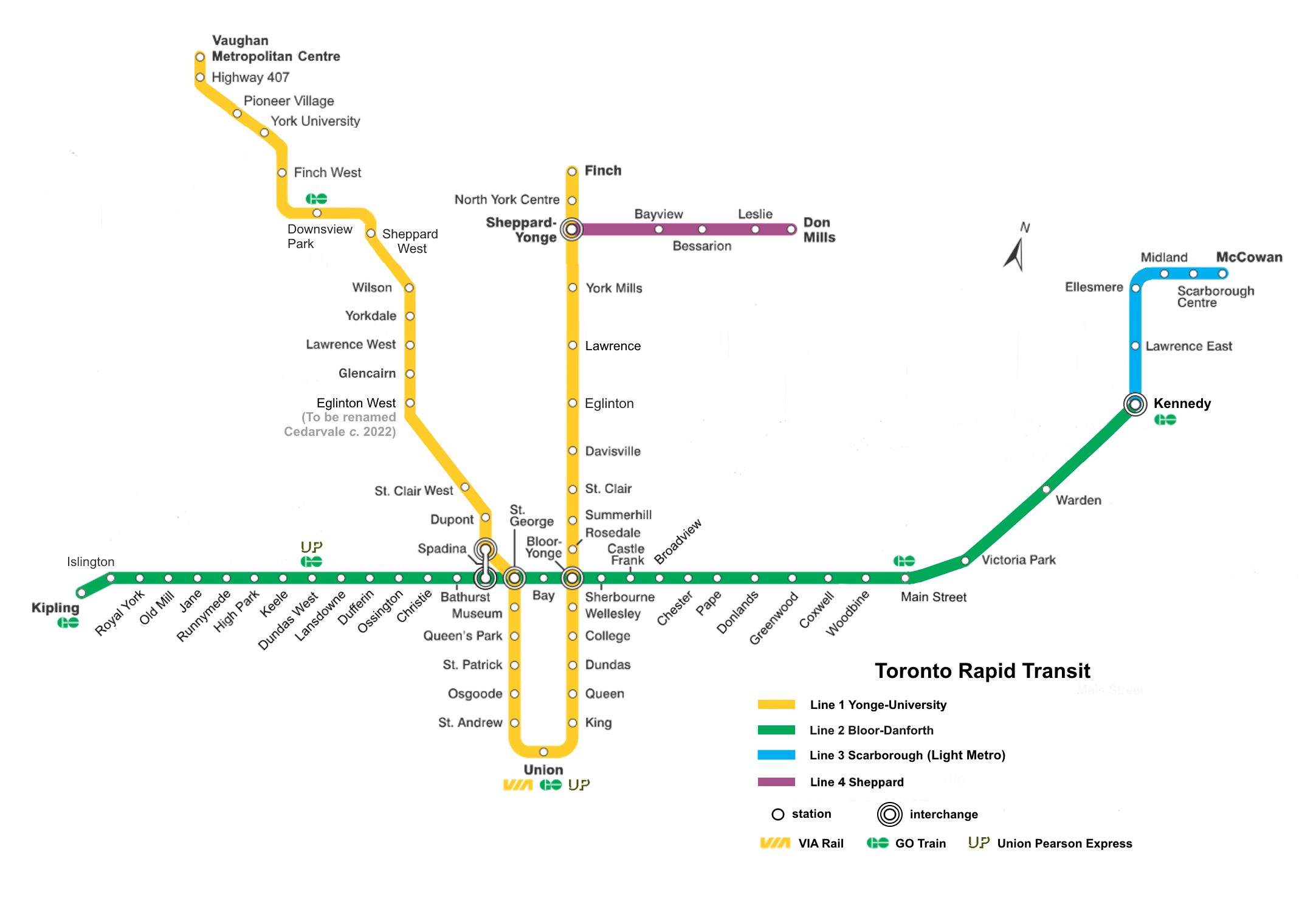
Plan du métro de Toronto (2018).

## Histoire
La station est inaugurée le 28 janvier 1978.
C'est entre cette station et la station Dupont qu'a eu lieu, le 11 août 1995, l'accident de métro le plus meurtrier de l'histoire du Canada, durant lequel trois personnes trouvèrent la mort et trente personnes furent blessées.
En 2009-2010, elle est dispose d'une fréquentation moyenne de 28 680 passagers par jour.

## Services aux voyageurs

### Accès et accueil

la station
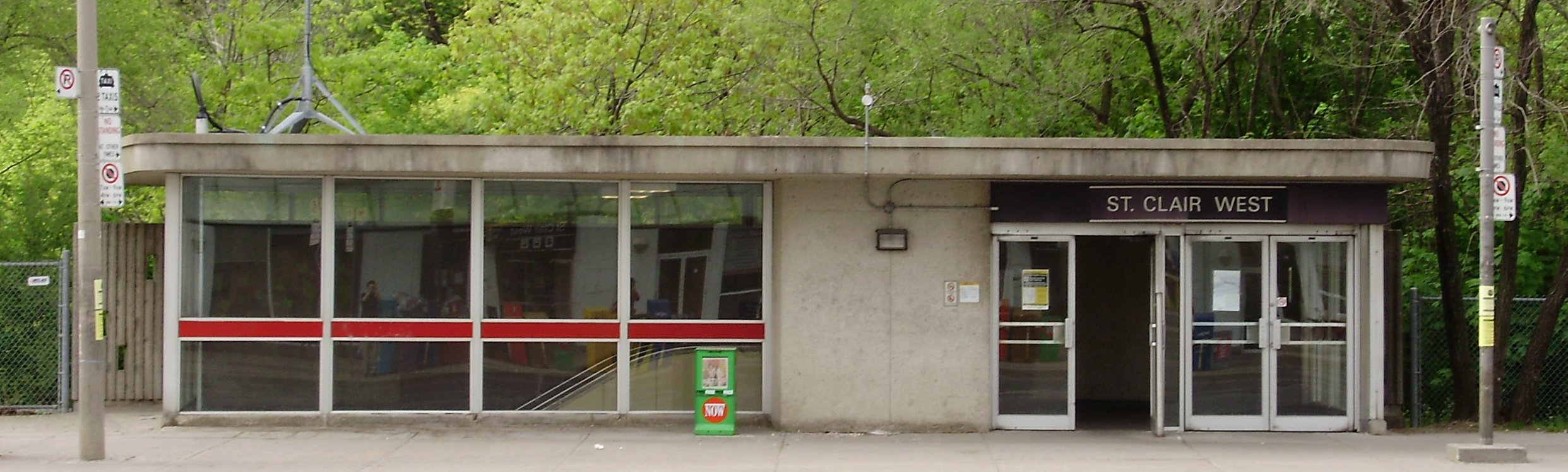
Édicule de la station
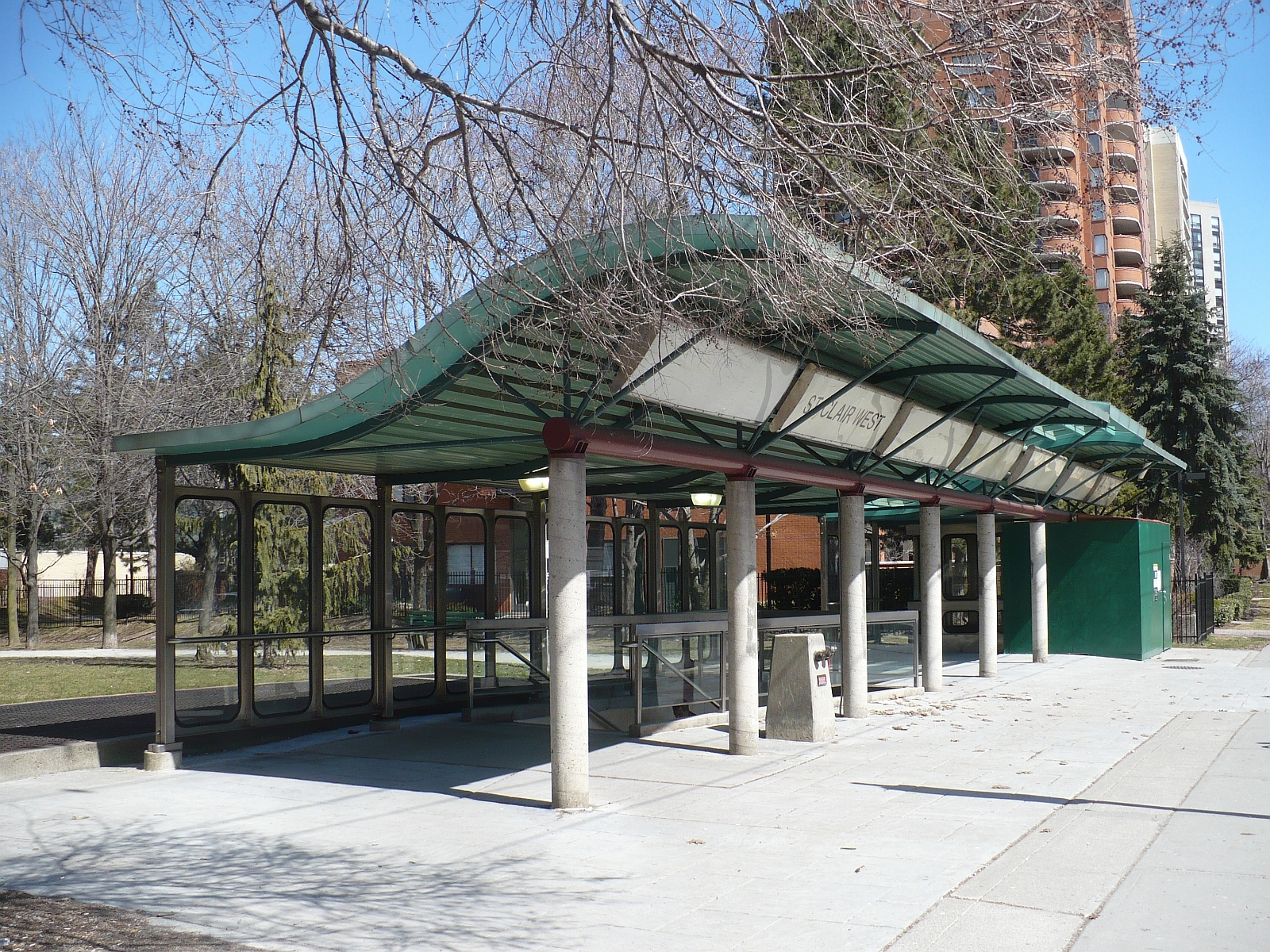
La seconde édicule de la station

### Intermodalité
La station permet la correspondance avec la ligne 512 St. Clair du tramway de Toronto.
Elle est également desservie par trois lignes d'autobus : 33 Forest Hill, 90 Vaughan et 126 Christie.

## À proximité
- Castle Frank Brook
- Spadina House
- Casa Loma
- Forest Hill
- Corso Italia